# Melbourne (Floride)
Pour les articles homonymes, voir Melbourne (homonymie).
Melbourne est une ville des États-Unis située sur la côte est de la Floride. De taille modeste, elle se situe à l'est d'Orlando, au sud de cap Canaveral.

## Géographie

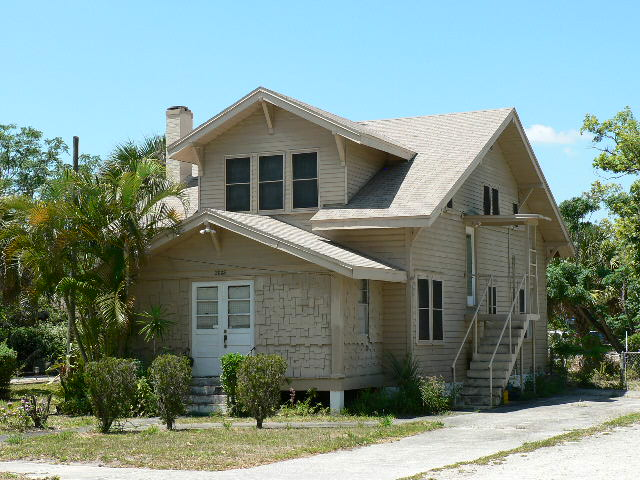
The Cream House.

Notamment grâce à un climat très ensoleillé, Melbourne est devenue une ville cosmopolite, quartier résidentiel des spécialistes de l'astronautique du centre spatial de Cap Canaveral situé à seulement une heure en voiture. L’hiver y est doux et l’été chaud, ce qui permet de profiter des plages. La ville est partagée en deux :
- une partie s’étale sur la terre ferme ;
- l'autre partie s’étend sur les petites îles de la lagune appelée Indian River et sur la frange côtière en bordure de l'océan Atlantique.

L'une artères principales de Melbourne s'appelle « eau gallie » ce qui signifie « eau saumâtre » (celle du lagon).
La ville a une superficie totale de 102,5 km2, dont 87,7 km2 de terre et 14,8 km2 d'eau.

## Histoire

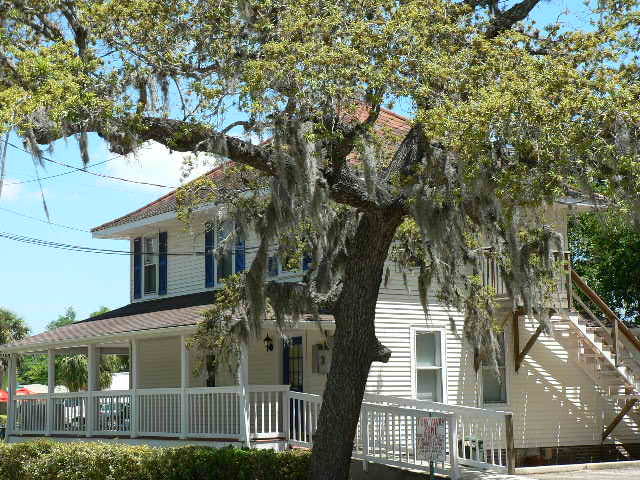
The White House.

Après la guerre de Sécession, les premières familles de pionniers sont arrivés, et Melbourne est fondée en 1867 par d'anciens esclaves.
La ville s'appelait autrefois Crane Creek. Le nom vient de Cornthwaite John Hector, un Anglais qui avait passé une grande partie de sa vie à Melbourne, en Australie. Il est enterré dans le cimetière de Melbourne.
La première école de Melbourne a été construite en 1883. En 1885, la ville comptait 70 personnes.
La chapelle de l'église épiscopale méthodiste africaine a été fondée en 1885 et est toujours active.
En 1942, la station de la Naval Air de Melbourne a été construite sur le site proche de la ville pour former les pilotes de la Marine pour la Seconde Guerre mondiale. Le programme a duré jusqu'en 1946, et la terre qui a été utilisé pour ce programme constitue l'essentiel de ce qui est actuellement l'aéroport international de Melbourne.
Melbourne est la ville de naissance de Jim Morrison.

## Démographie
| Groupe            | Melbourne | Floride | États-Unis |
| ----------------- | --------- | ------- | ---------- |
| Blancs            | 80,9      | 75,0    | 72,4       |
| Afro-Américains   | 10,3      | 16,0    | 12,6       |
| Métis             | 3,2       | 2,5     | 2,9        |
| Asiatiques        | 3,1       | 2,4     | 4,8        |
| Autres            | 2,2       | 3,7     | 6,4        |
| Amérindiens       | 0,3       | 0,4     | 0,9        |
| Total             | 100       | 100     | 100        |
|                   |           |         |            |
| Latino-Américains | 8,9       | 22,5    | 16,7       |

Selon l'American Community Survey, pour la période 2011-2015, 87,99 % de la population âgée de plus de 5 ans déclare parler anglais à la maison, alors que 7,02 % déclare parler l’espagnol, 0,65 % une langue chinoise, 0,53 % le vietnamien et 3,81 % une autre langue.
| 1890 | 1900 | 1910 | 1920 | 1930  | 1940  |
| ---- | ---- | ---- | ---- | ----- | ----- |
| 99   | 131  | 157  | 533  | 2 677 | 2 622 |

| 1950  | 1960   | 1970   | 1980   | 1990   | 2000   |
| ----- | ------ | ------ | ------ | ------ | ------ |
| 4 223 | 11 982 | 40 236 | 46 536 | 59 646 | 71 382 |

| 2010   | - | - | - | - | - |
| ------ | - | - | - | - | - |
| 76 068 | - | - | - | - | - |

## Transports

### Routes
- U.S. Route 1 - La Route 1 de Floride traverse la commune du nord eu sud.
- U.S. Route 192 - La Route 192 arrive de l'ouest.
- Interstate 95 - L'autoroute à 6 voies entre le nord et le sud passe du nord au sud.

### Train

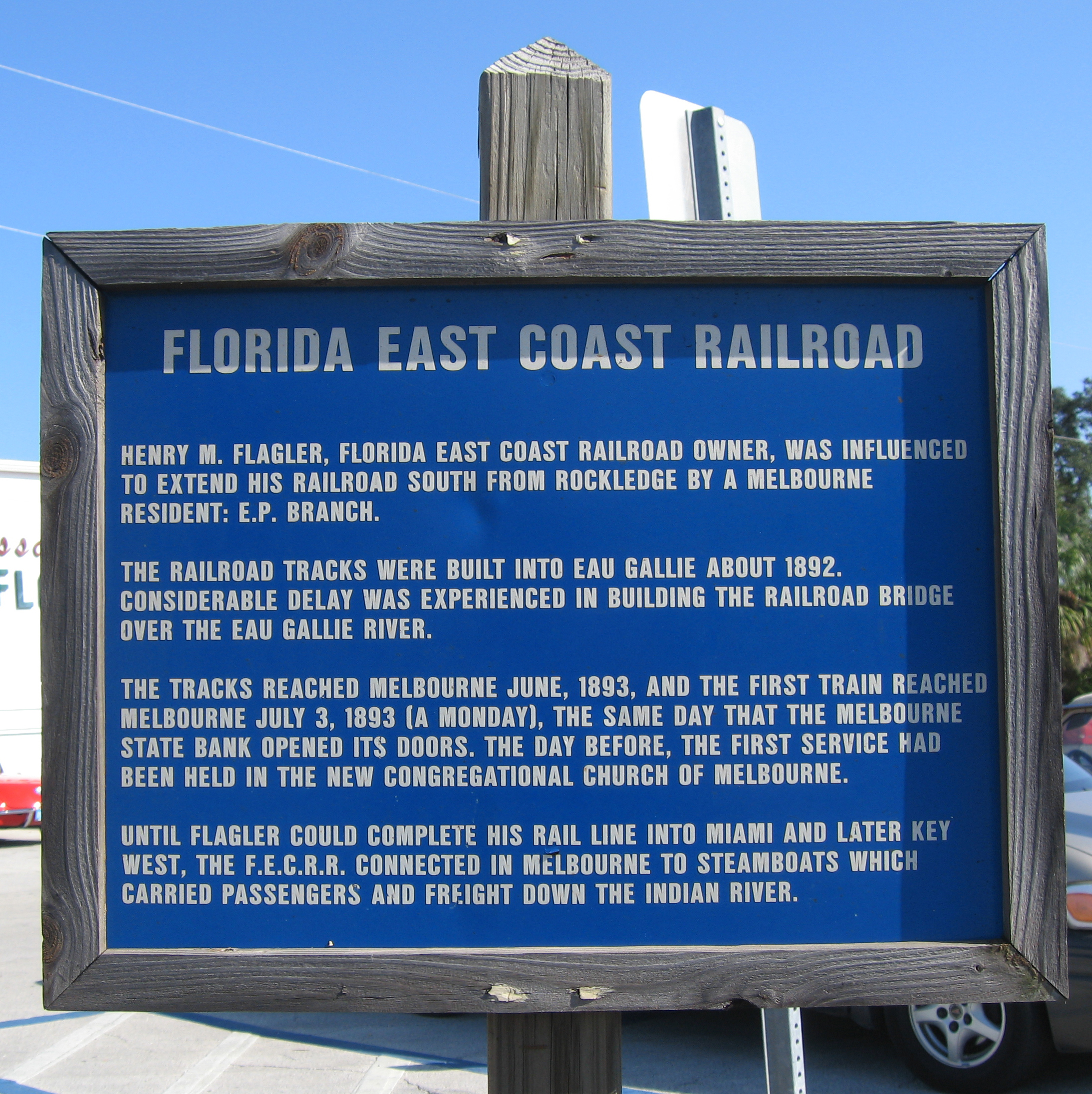
Panneau indiquant l'historique du chemin de fer dans la ville.

La gare de l'Union Cypress Company Railroad est située dans le centre-ville.

### Aéroport

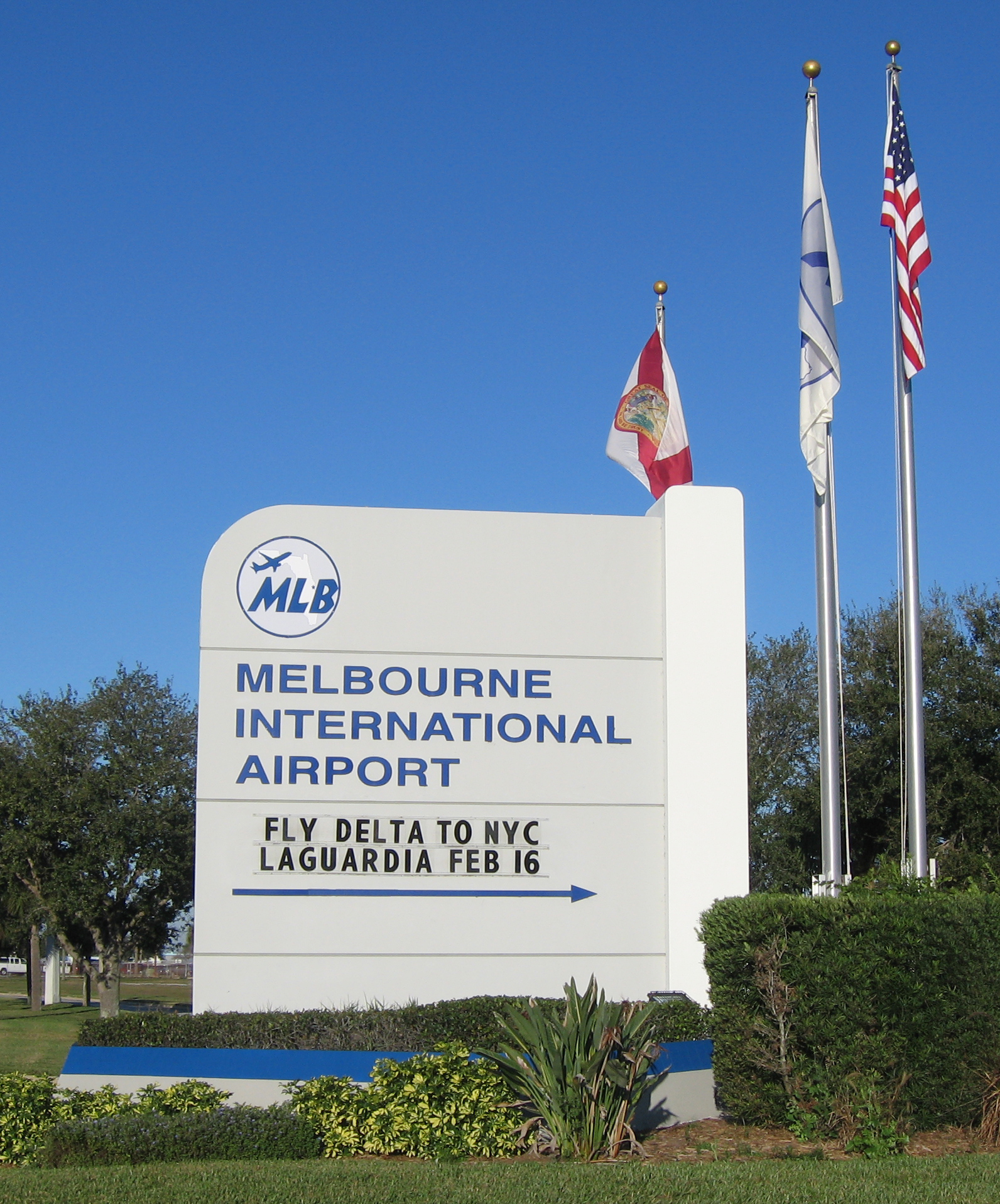
Aéroport de Melbourne.

L'aéroport d'Orlando-Melbourne est basé à 1 km au nord de la commune.
Tous les jours il y a un vol pour Atlanta pour l'aéroport de Hartsfield-Jackson avec Delta Air Lines et Delta Connection), et pour Charlotte pour l'aéroport de Douglas International avec l'US Airways Express.

## Éducation
Collèges et universités :
- Eastern Florida State College
- Institut technologique de Floride
- Campus satellite de l'université d'État de Floride
- Université du centre de la Floride, campus régional
- Keiser University - Melbourne[5]
- Everest University[6]

## Économie
La ville de Melbourne accueille plusieurs entreprises dans le secteur aéronautique et de la défense. Une partie des usines de l'avionneur américain Northrop Grumman s'y trouve. C'est notamment là qu'en 2019 est assemblé le prototype du bombardier furtif B-21 Raider.

## Personnalités liées à la commune
- Jim Morrison, chanteur.
- Brian Atkinson, baseball.
- Thomas Barbour, naturaliste[8].
- Bobby Dall, guitariste.
- Cecil Fielder, baseball.
- Prince Fielder, baseball.
- Darrell Hammond, comédien, réside à Melbourne entre 1953 et 1975.
- Devon Hughes, catch.
- Vicky Hurst, golfeur[9].
- Zora Neale Hurston, Écrivain[10].
- Jeff Lett, baseball.
- Henry Mucci, colonel de l'US army.
- Bill Nelson, sénateur[11].
- James Howard Gibson, catch[12].
- Hans Joachim Pabst von Ohain, ingénieur.
- Elizabeth Ostrander, playmate de Playboy, Miss Décembre 2014
- Stanford Parris, sénateur[13].
- Will Perdue, basket[14].
- Tom Rapp, chanteur.
- Stefanie Scott, actrice.
- Lee Stange, basket[15].
- George Trofimoff, colonel et espion, a vécu à Melbourne de 1994 à 2000.
- Tim Wakefield, baseball.
- Leonard Weaver, football américain.
- Larry Wolfe, baseball.
- Matt Walters, football américain.